# Chiesa di Santa Maria (Chiusi della Verna)
La chiesa di Santa Maria è un edificio sacro di Chiusi della Verna che si trova in località Vezzano.

## Descrizione
La chiesa, scarsamente documentata, nel basso Medioevo venne elevata a pieve, ma risultò fatiscente e priva di rettore nella più antica visita pastorale del 1424. Di modeste dimensioni, dell'antica chiesetta monoaula romanica rimangono resti di paramento murario al centro dei fianchi, nella facciata e nella tribuna; inoltre sono stati portati alla luce un portale d'ingresso, una monofora ed un battistero. La chiesa è dotata sin dalla sua edificazione di un fonte battesimale al quale venivano portati tutti i bambini dei dintorni, quasi sicuramente compresi quelli di Chiusi. All’esterno, sul lato destro, è affissa una targa che riporta «Si tramanda essere stato qui battezzato Michelangelo Buonarroti Simoni cittadino di nobilissima stirpe». La rocca di Vezzano fu confermata nel 1052 in possesso al vescovo di Arezzo dall'imperatore Enrico III.